# Кордон (Француска)
Кордон (фр. Cordon) је насељено место у Француској у региону Рона-Алпи, у департману Горња Савоја.
По подацима из 2011. године у општини је живело 1006 становника, а густина насељености је износила 45,01 становника/km².

## Демографија
| 1962. | 1968. | 1975. | 1982. | 1990. | 2011. |
| ----- | ----- | ----- | ----- | ----- | ----- |
| 510   | 581   | 629   | 701   | 766   | 1.006 |